# Hội Toán học Châu Âu

Logo của Hội Toán học Châu Âu

Hội Toán học Châu Âu (EMS) là một tổ chức Châu Âu dành riêng cho sự phát triển của toán học tại Châu Âu. Thành viên của nó là các hội toán học khác nhau ở Châu Âu, các tổ chức học thuật và các nhà toán học. Chủ tịch hiện nay của hội là Volker Mehrmann, giáo sư tại Viện Toán học của Đại học Kỹ thuật Berlin.

## Lịch sử
Tiền thân của EMS là Hội đồng Toán học Châu Âu được thành lập vào năm 1978 tại Đại hội Toán học Quốc tế ở Helsinki. Liên hiệp các hội toán học không chính thức này do Michael Atiyah làm chủ tịch.
Hiệp hội Toán học Châu Âu được thành lập vào ngày 28 tháng 10 năm 1990 tại Mądralin gần Warsaw, Ba Lan, với Friedrich Hirzebruch là Chủ tịch sáng lập. Ban đầu, EMS có 27 hiệp hội thành viên. Đại hội Toán học Châu Âu (ECM) đầu tiên được tổ chức tại các Trường Sorbonne và Panthéon-Sorbonne, Paris vào năm 1992, và hiện nay diễn ra 4 năm một lần tại các địa điểm khác nhau trên khắp Châu Âu, do EMS tổ chức. ECM tiếp theo sẽ diễn ra vào năm 2020 tại Portoroz, Slovenia.

## Chủ tịch EMS
1. Friedrich Hirzebruch, 1990–1994
2. Jean-Pierre Bourguignon, 1995–1998
3. Rolf Jeltsch, 1999–2002
4. John Kingman, 2003–2006
5. Ari Laptev, 2007–2010
6. Marta Sanz-Solé, 2011–2014
7. Pavel Exner, 2015–2018
8. Volker Mehrmann, 2019–2023